# ماري ماكلويد بيثون
ماري جين ماكلويد بيثون (بالإنجليزية: Mary McLeod Bethune)‏ (ولدت ماري جين ماكلويد ؛ من 10 يوليو 1875 إلى 18 مايو 1955 ) كانت مُعلمة أمريكية، وامراة دولة، ومحبة للأعمال الإنسانية، وناشطة في مجال الحقوق المدنية والإنسانية، اشتهرت ببدء مدرسة خاصة للطلاب الأمريكيين من أصل أفريقي في دايتونا بيتش، فلوريدا وشاركت في تأسيس صندوق كلية نيغرو المتحدة في 25 أبريل 1944 مع وليام ترينت وفريدريك باترسون. اجتذبت تبرعات بالوقت والمال وطورت المدرسة الأكاديمية ككلية. واصلت في وقت لاحق ببتطوير جامعة بيتون كوكمان. كما تم تعيينها مستشارة وطنية للرئيس فرانكلين روزفلت كجزء من ما كان يعرف باسم مجلس الوزراء الأسود. كانت تعرف باسم «السيدة الأولى للنضال» بسبب التزامها بتحقيق حياة أفضل للأمريكيين من أصل أفريقي.

## نشأتها ودراستها
وُلدت ماكلويد في عام 1875 في مقصورة خشبية صغيرة بالقرب من مايسفيل في ساوث كارولينا في مزرعة للأرز والقطن في مقاطعة سومتر. كانت الطفلة الخامسة عشرة من بين سبعة عشر طفلًا ولدوا لسام وباتسي ماكلويد، كان والداها عبيدين في السابق. وُلد معظم إخوتها في مرحلة العبودية. عملت والدتها لدى سيدها السابق وعمل والدها بزراعة القطن بالقرب من منزل كبير أطلقوا عليه اسم المسكن.
أراد والداها أن يكونا مستقلين لذلك اشتريا مزرعة للعائلة. سُمح لها بالذهاب إلى حضانة الأطفال البيض وكانت ماري مفتونة بألعابهم. أخدت في أحد الأيام كتابًا ولكن عندما فتحته اخذه طفل أبيض بعيدًا عنها، لم تكن تعرف كيف تقرأ. أدركت ماري آنذاك أنَّ الاختلاف الوحيد بين الأشخاص البيض السود هو القدرة على القراءة والكتابة. أحبت التعلم بشدة.
التحقت ماكلويد بمدرسة مايسفيل للسود، ومدرسة الثالوث. كانت الطفلة الوحيدة في عائلتها التي ذهبت إلى المدرسة لذلك كانت تعلّم عائلتها كل يوم ما تعلمته. كانت ماري تمشي مسافة خمسة أميال كل يوم للوصول إلى المدرسة والعودة منها. كانت معلمتها إيما جين ويلسون قدوة مهمة في حياتها. التحقت ويلسون بمدرسة سكوتيا. حصلت على مساعدة للالتحاق بنفس المدرسة من خلال منحة دراسية منذ 1888 وحتى 1893. ذهبت في العام التالي إلى معهد دوايت إل مودي للتبشير الداخلي والخارجي في شيكاغو (يدعى الآن معهد مودي للكتاب المقدس)، على أمل أن تصبح مبشّرة في إفريقيا. أخبروها أنَّ المبشرين السود ليسوا بحاجة لها، خططت للتدريس لأن التعليم كان هدفًا رئيسيًا وحاجة بين الأمريكيين من أصول إفريقية.

## زواجها وأسرتها
تزوجت ماكلويد من ألبيرتوس بيثون في عام 1898، وانتقلا إلى سافانا في جورجيا حيث أدّت العمل الاجتماعي حتى انتقل بيثون إلى فلوريدا. أنجبا ابنًا سمياه ألبرت. أقنع كويدن هارولد أوغامز الزوجين بالانتقال إلى بالاتكا في فلوريدا لإدارة مدرسة تبشيرية. انتقل بيثون في عام 1899، أدارت ماري المدرسة التبشيرية. ترك ألبرتوس الأسرة في عام 1907، لم ينفصلا مطلقًا ولكنه انتقل إلى ولاية كارولينا الجنوبية. توفي في عام 1918 بمرض السل.

## التأثير على مجتمع دايتونا بيتش

### مشفى ماكلويد
افتقرت مدينة دايتونا بيتش فلوريدا خلال أوائل القرن العشرين إلى مستشفى ليساعد الأشخاص السود. اقترحت بيثون فكرة تأسيس مستشفى بعد حادثة تعرض لها أحد الطلاب. استدعيت لمساعدة طالبة شابة أصيبت بمرض التهاب الزائدة الدودية الحاد. كان من الواضح أنَّ الطالبة بحاجة إلى عناية طبية فورية، ولكن لم يكن هناك مستشفى محلي لعلاج السود. طالبت بيثون بأن يقوم الطبيب الأبيض في المستشفى المحلي بمساعدة الفتاة. طُلب منها عندما ذهبت لزيارة طالبتها الدخول من الباب الخلفي. ووجدت أنَّ تلميذتها قد أُهملت ولم تحصل على عناية جيدة وعُزلت في شرفة خارجية.
أيقنت بيثون بسبب هذه التجربة أنَّ مجتمع السود في دايتونا كان بأمس الحاجة إلى مستشفى. وجدت كابينة بالقرب من المدرسة واستطاعت بمساعدة البعض في جمع الأموال واشترتها بمبلغ خمسة آلاف دولار. أسست في عام 1911 أول مستشفى للسود في دايتونا في ولاية فلوريدا. بدأت بسريرين ثم تطورت خلال بضع سنوات لتضم عشرين سريرًا. عمل كل من الأطباء البيض والسود في المستشفى إلى جانب الممرضات الطالبات. استطاع هذا المستشفى إنقاذ العديد من أرواح الاشخاص السود خلال عشرين عامًا من تشغيله. اعتمد كل من السود والبيض في المجتمع على مساعدة مستشفى ماكلويد. استقبل المستشفى العمال السود المصابين بعد انفجار في موقع بناء قريب، وحظي المشفى وممرضاته بالإشادة على جهودهم خلال تفشي إنفلونزا عام 1918. امتلأ المستشفى خلال تفشي هذا المرض. وافق مستشفى دايتونا العام على فتح مستشفى منفصل للأشخاص السود في عام 1931. لم يدمج السود بالكامل في المستشفى الرئيسي العام حتى الستينيات.

## عملها في القيادة الاجتماعية

### الرابطة الوطنية للنساء السود
تأسست الرابطة الوطنية للنساء السود في عام 1896 بهدف دعم احتياجات النساء السود. عملت بيثون كرئيسة فرع فلوريدا منذ عام 1917 وحتى 1925. عملت على تسجيل الناخبين السود الذين رفضهم المجتمع الأبيض من خلال مجموعة متنوعة من العقبات في قانون فلوريدا والممارسات التي سيطر عليها المسؤولون البيض. تعرضت لتهديدات من قبل أعضاء كو كلوكس كلان في تلك الفترة. عملت بيثون أيضًا كرئيسة لاتحاد الجنوب الشرقي لمجموعات النساء السود من 1920 إلى 1925، وعملت على تحسين فرص النساء السود في الحياة.
انتخبت كرئيسة الرابطة الوطنية للنساء السود في عام 1924. سعت بيثون بينما كانت المنظمة تكافح من أجل جمع الأموال لتحصل على مقر ولتوظيف سكرتير تنفيذي محترف، ونفذت هدفها عندما اشترت المنظمة عقارًا في 1318 في واشنطن العاصمة. قادتها لتكون أول منظمة سيطر عليها السود ومقرها في العاصمة.
اكتسبت المنظمة شهرة على مستوى وطني، دُعيت بيثون في عام 1928 لحضور مؤتمر رعاية الطفل الذي دعا إليه الرئيس الجمهوري كالفن كوليدج. دعاها الرئيس هربرت هوفر في عام 1930 لمؤتمر البيت الأبيض حول صحة الطفل.

## موتها والأوسمة التي تلقتها
توفيت بيثون في 18 مايو 1955 إثر أزمة قلبية. وأعقبت وفاتها إشادة بها في الصحف الأمريكية الأفريقية في جميع أنحاء الولايات المتحدة الأمريكية. ذكرت صحيفة أوكلاهوما سيتي بلاك ديسباتش أنها «كانت المتحدثة الأولى بالنسبة لجميع الذين يثقون في أمريكا والعملية الديمقراطية.» وقالت صحيفة أتلانتا ديلي وورلد إنَّ حياتها كانت «واحدة من أكثر القصص الدرامية في أي وقت من النشاط البشري». وكتبت صحيفة بيتسبرغ كورير: «كانت ستصبح شخصية بارزة في أي عرق أو أمة وقدمت مساهمة كبيرة لأن ميزتها الرئيسية كانت روحها التي لا تقهر».
كما أشادت بها الصحافة الكبيرة. كتبت مجلة القرن المسيحي «يجب أنَّ تُدرَّس قصة حياتها لكل طفل في المدرسة لأجيال قادمة». وأشارت صحيفة نيويورك تايمز إلى أنها كانت «واحدة من أكثر النساء فاعلية في تطوير حسن النية بين الأعراق في أمريكا». وقالت صحيفة واشنطن بوست: «امتلكت ديناميكية وقوة عظيمتين لدرجة أنه كان من المستحيل مقاومتها... أثّرت على كل شعب أمريكا وكانت مليئة بالحيوية والشجاعة». نشرت صحيفة دايتونا بيتش إيفنينج نيوز «بدت بيثون غير واقعية بالنسبة للبعض، وهو أمر غير صحيح... ما مدى حقها في العظمة؟ ... الدرس الذي نستخلصه من حياة السيدة بيثون هو أنَّ العبقرية لا تعترف بالحواجز العرقية».

## روابط خارجية
- ماري ماكلويد بيثون على موقع الموسوعة البريطانية (الإنجليزية)
- ماري ماكلويد بيثون على موقع إن إن دي بي (الإنجليزية)
- ماري ماكلويد بيثون على موقع ديسكوغز (الإنجليزية)
- جامعة بيتون كوكمان
- المجلس الوطني للنساء الزنوج
- بيت بيثون كمعلم تاريخي في دايتونا.
- Mary McLeod Bethune Council House: النساء الأميركيات من أصول أفريقية يتحدن من أجل التغيير، وهي خطة لتعليم خدمة المتنزهات القومية مع الأماكن التاريخية (TwHP)
- السيرة الذاتية وتأثير بيثون على مقاطعة فولوسيا (دايتونا بيتش)، فلوريدا
- ماري ماكلويد بيثون مع مجموعة من الفتيات من المدرسة من المكتبة الرقمية العالمية
- «شغف بالمساواة الاجتماعية: قيادة ماري ماكلويد بيثون لسباق المرأة والصفقة الجديدة»، سيرة سياسية
- ماري ماكلويد بيثون، NCNW ، والدفع قبل الحرب من أجل تكافؤ الفرص في مشاريع الدفاع
- توماس، روندا آر آند أشتون، سوزانا، محرران. (2014). جذور ساوث كارولينا للفكر الأمريكي الإفريقي . كولومبيا: مطبعة جامعة ساوث كارولينا. «ماري جين ماكلويد بيثون (1875-1955)،» ص.   163-167.
- الزي الرسمي في تاريخ وسط فلوريدا بودكاست
- ماري ماكلويد بيثون السيرة الذاتية، Biography.com ، 25 فبراير 2015
- موسوعة العرق والعنصرية
- ميشالز، ديبرا. «ماري ماكلويد بيثون» . المتحف الوطني لتاريخ المرأة. 2015.